# Storkerson Peninsula
Storkerson Peninsula ist eine Halbinsel der Victoria-Insel im kanadischen Territorium Nunavut. Sie trennt den McClintock-Kanal von der Hadley Bay.
Storkerson Peninsula ist etwa 220 Kilometer lang und bis zu 94 Kilometer breit. Sie ist benannt nach Størker Størkersen, der in Kanada Storker Storkerson hieß, einem norwegischen Teilnehmer an mehreren Arktisexpeditionen, der im Winter 1915/16 die Nordostküste der Victoria-Insel kartierte.